# Grand Prix Koreje 2011
Grand Prix Koreje 2011 (II Korean Grand Prix), 16. závod 62. ročníku mistrovství světa jezdců Formule 1 a 53. ročníku poháru konstruktérů, historicky již 856. grand prix se odehrála na okruhu Korean International Circuit.

## Výsledky

### Kvalifikace
| Pořadí                | Číslo | Jezdec             | Tým                  | 1. část  | 2. část  | 3. část  | Start |
| --------------------- | ----- | ------------------ | -------------------- | -------- | -------- | -------- | ----- |
| 1                     | 3     | Lewis Hamilton     | McLaren-Mercedes     | 1:37.525 | 1:36.526 | 1:35.820 | 1     |
| 2                     | 1     | Sebastian Vettel   | Red Bull-Renault     | 1:39.093 | 1:37.285 | 1:36.042 | 2     |
| 3                     | 4     | Jenson Button      | McLaren-Mercedes     | 1:37.929 | 1:37.302 | 1:36.126 | 3     |
| 4                     | 2     | Mark Webber        | Red Bull-Renault     | 1:39.071 | 1:37.292 | 1:36.468 | 4     |
| 5                     | 6     | Felipe Massa       | Ferrari              | 1:38.670 | 1:37.313 | 1:36.831 | 5     |
| 6                     | 5     | Fernando Alonso    | Ferrari              | 1:38.393 | 1:37.352 | 1:36.980 | 6     |
| 7                     | 8     | Nico Rosberg       | Mercedes             | 1:38.426 | 1:37.892 | 1:37.754 | 7     |
| 8                     | 10    | Vitalij Petrov     | Renault              | 1:38.378 | 1:38.186 | 1:38.124 | 8     |
| 9                     | 15    | Paul di Resta      | Force India-Mercedes | 1:38.549 | 1:38.254 | bez času | 9     |
| 10                    | 14    | Adrian Sutil       | Force India-Mercedes | 1:38.789 | 1:38.219 | bez času | 10    |
| 11                    | 19    | Jaime Alguersuari  | Toro Rosso-Ferrari   | 1:39.392 | 1:38.315 |          | 11    |
| 12                    | 7     | Michael Schumacher | Mercedes             | 1:38.502 | 1:38.354 |          | 12    |
| 13                    | 18    | Sébastien Buemi    | Toro Rosso-Ferrari   | 1:39.352 | 1:38.508 |          | 13    |
| 14                    | 16    | Kamui Kobajaši     | Sauber-Ferrari       | 1:39.464 | 1:38.775 |          | 14    |
| 15                    | 9     | Bruno Senna        | Renault              | 1:39.316 | 1:38.791 |          | 15    |
| 16                    | 12    | Pastor Maldonado   | Williams-Cosworth    | 1:39.436 | 1:39.189 |          | 16    |
| 17                    | 17    | Sergio Pérez       | Sauber-Ferrari       | 1:39.097 | 1:39.443 |          | 17    |
| 18                    | 11    | Rubens Barrichello | Williams-Cosworth    | 1:39.538 |          |          | 18    |
| 19                    | 20    | Heikki Kovalainen  | Lotus-Renault        | 1:40.522 |          |          | 19    |
| 20                    | 21    | Jarno Trulli       | Lotus-Renault        | 1:41.101 |          |          | 20    |
| 21                    | 24    | Timo Glock         | Virgin-Cosworth      | 1:42.091 |          |          | 21    |
| 22                    | 25    | Jérôme d'Ambrosio  | Virgin-Cosworth      | 1:43.483 |          |          | 22    |
| 23                    | 23    | Vitantonio Liuzzi  | HRT-Cosworth         | 1:43.758 |          |          | 23    |
| Limit 107 %: 1:44.351 |       |                    |                      |          |          |          |       |
| 24                    | 22    | Daniel Ricciardo   | HRT-Cosworth         | bez času |          |          | 24    |

### Závod
| Pořadí | Číslo | Jezdec             | Tým                  | Kola | Čas/odstoupení  | Start | Body |
| ------ | ----- | ------------------ | -------------------- | ---- | --------------- | ----- | ---- |
| 1      | 1     | Sebastian Vettel   | Red Bull-Renault     | 55   | 1:38:01.994     | 2     | 25   |
| 2      | 3     | Lewis Hamilton     | McLaren-Mercedes     | 55   | +12.019         | 1     | 18   |
| 3      | 2     | Mark Webber        | Red Bull-Renault     | 55   | +12.477         | 4     | 15   |
| 4      | 4     | Jenson Button      | McLaren-Mercedes     | 55   | +14.694         | 3     | 12   |
| 5      | 5     | Fernando Alonso    | Ferrari              | 55   | +15.689         | 6     | 10   |
| 6      | 6     | Felipe Massa       | Ferrari              | 55   | +25.133         | 5     | 8    |
| 7      | 19    | Jaime Alguersuari  | Toro Rosso-Ferrari   | 55   | +49.538         | 11    | 6    |
| 8      | 8     | Nico Rosberg       | Mercedes             | 55   | +54.053         | 7     | 4    |
| 9      | 18    | Sébastien Buemi    | Toro Rosso-Ferrari   | 55   | +1:02.762       | 13    | 2    |
| 10     | 15    | Paul di Resta      | Force India-Mercedes | 55   | +1:03.602       | 9     | 1    |
| 11     | 14    | Adrian Sutil       | Force India-Mercedes | 55   | +1:11.229       | 10    |      |
| 12     | 11    | Rubens Barrichello | Williams-Cosworth    | 55   | +1:33.068       | 18    |      |
| 13     | 9     | Bruno Senna        | Renault              | 54   | +1 kolo         | 15    |      |
| 14     | 20    | Heikki Kovalainen  | Lotus-Renault        | 54   | +1 kolo         | 19    |      |
| 15     | 16    | Kamui Kobajaši     | Sauber-Ferrari       | 54   | +1 kolo         | 14    |      |
| 16     | 17    | Sergio Pérez       | Sauber-Ferrari       | 55   | +1 kolo         | 17    |      |
| 17     | 21    | Jarno Trulli       | Lotus-Renault        | 54   | +1 kolo         | 20    |      |
| 18     | 24    | Timo Glock         | Virgin-Cosworth      | 54   | +1 kolo         | 21    |      |
| 19     | 22    | Daniel Ricciardo   | HRT-Cosworth         | 54   | +1 kolo         | 24    |      |
| 20     | 25    | Jérôme d'Ambrosio  | Virgin-Cosworth      | 54   | +1 kolo         | 20    |      |
| 21     | 23    | Vitantonio Liuzzi  | HRT-Cosworth         | 52   | +3 kola         | 23    |      |
| Ret    | 12    | Pastor Maldonado   | Williams-Cosworth    | 30   | Spojka          | 16    |      |
| Ret    | 10    | Vitalij Petrov     | Renault              | 16   | Následky nehody | 8     |      |
| Ret    | 7     | Michael Schumacher | Mercedes             | 15   | Následky nehody | 12    |      |

## Průběžné pořadí šampionátu
Pohár jezdců
| Pořadí | Jezdec           | Body |
| ------ | ---------------- | ---- |
| 1      | Sebastian Vettel | 349  |
| 2      | Jenson Button    | 222  |
| 3      | Fernando Alonso  | 212  |
| 4      | Mark Webber      | 209  |
| 5      | Lewis Hamilton   | 196  |

Pohár konstruktérů
| Pořadí | Tým              | Body |
| ------ | ---------------- | ---- |
| 1      | Red Bull-Renault | 558  |
| 2      | McLaren-Mercedes | 418  |
| 3      | Ferrari          | 310  |
| 4      | Mercedes         | 127  |
| 5      | Renault          | 72   |